# Хуан-и-Сантасилиа, Хорхе
Хорхе Хуан-и-Сантасилиа (исп. Jorge Juan y Santacilia; Монфорте-дель-Сид, 5 января 1713 — Мадрид, 21 июня 1773) — испанский морской офицер, учёный, разведчик, дипломат.

## Биография
Родился в знатной семье, с 1725 года был пажом Великого магистра Мальтийского ордена Антониу Мануэла де Вильены, в 1734 году окончил морскую академию в Кадисе и стал морским офицером.
Ещё будучи гардемарином, участвовал в 1732 году в захвате Орана. 
В 1735 году вместе с Антонио де Ульоа был направлен в научную экспедицию в Южную Америку, организованную Королевской академией наук Франции для измерения дуги меридиана. Эта экспедиция продолжалась целых десять лет, и он вернулся в Испанию лишь в 1745 году. 
В 1749 году его послали с целью шпионажа в Великобританию с документами на имя мистера Джозеса. Его заданием было получить исчерпывающую информацию о британском военном судостроении и по возможности завербовать мастеров для испанских верфей. Он пробыл в Великобритании полтора года, собрал требуемые сведения, завербовал для Испании 50 мастеров, и затем был вынужден покинуть страну из-за угрозы ареста.
В 1751 году его назначили главой морской академии в Кадисе, где он основал астрономическую обсерваторию. Он также занимался организацией картографических работ, строительства доков, арсеналов, заводов для литья пушек.
В 1767 году его отправили послом в Марокко, где он заключил выгодный для Испании договор с марокканским султаном.
В 1771 году он закончил написание своего капитального труда о судостроении, и издал его под названием «Examen Marítimo». Эту книгу затем перевели на разные европейские языки. В 1773 году, перед смертью, он написал резкое письмо королю Карлу III о том, что слепое следование французской системе судостроения может привести Испанию к катастрофическим последствиям.